# 雅努什·戈尔塔特
雅努什·戈尔塔特（波蘭語：Janusz Gortat，1948年11月5日—2023年12月19日），波兰男子拳击运动员。他曾代表波兰参加1972年和1976年夏季奥林匹克运动会拳击比赛，获得二枚铜牌，均来自81公斤级项目。